# 贵州金线鲃
贵州金线鲃（学名：Sinocyclocheilus multipunctatus）为輻鰭魚綱鯉形目鲤科金线鲃属的其中一種鱼类。分布於亞洲中國貴州省貴陽及惠水等金沙江水系，體長可達20.9公分。该物种的模式产地在贵州。

## 扩展阅读
維基物種上的相關：贵州金线鲃